# Оленовка (Мелитопольский район)
Оленовка (укр. Оленівка) — село,
Новопилиповский сельский совет,
Мелитопольский район,
Запорожская область,
Украина.
Код КОАТУУ — 2323082802. Население по переписи 2001 года составляло 94 человека.

## Географическое положение

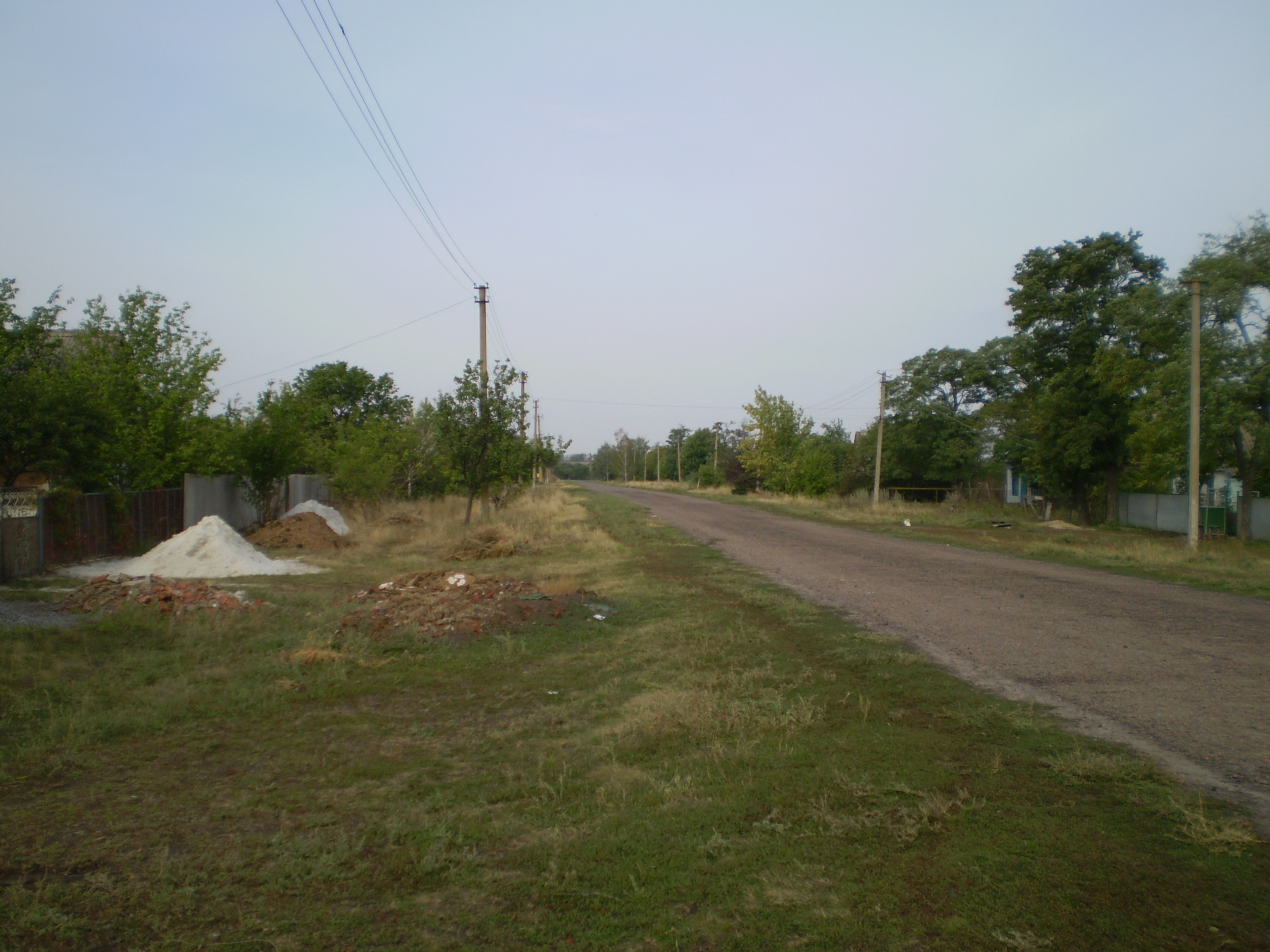
Главная, она же единственная, улица села

Село Оленовка находится на правом берегу реки Арабка,
выше по течению на расстоянии в 4 км расположено село Астраханка,
на противоположном берегу — село Тихоновка.
На реке пруд площадью 71,3 га.

## История
- 1849 год — дата основания.
- С 1922 по 1932 года называлось Коммуна им. Петровского.